# Raymond Danon
Raymond Serge Danon (* 14. April 1930 in Paris; † 10. Oktober 2018 in Paris) war ein französischer Filmproduzent.

## Leben
Der Industriellensohn Raymond Serge Danon besuchte diverse Schulen in seiner Heimatstadt Paris (Lycée Janson de Sailly, École supérieure de préparation aux affaires, École technique d’aéronautique et de construction automobile) und schlug nach seinem Abitur zunächst eine Karriere in der freien Wirtschaft ein. Von 1952 bis 1959 bekleidete er in Afrika die Position eines Verwalters im Textilvertrieb, anschließend (1960) wechselte Danon in die Filmwirtschaft und wurde oberster Chef (offizieller Titel: Président-directeur général) seiner Produktionsfirma ‘Les films Copernic’. Ab 1967 stand er mit derselben Position seiner Firma ‘Lira Films’ vor. Von 1964 bis 1969 fungierte Raymond Danon überdies als Generaldirektor der Filmstudios in Boulogne bei Paris sowie von 1969 bis 1971 der Gesellschaft ‘Sotexco 5’. 1973 wechselte er für zwei Jahre als Präsident an die Konzernspitze der Unifrance-Film und wurde 1976 Chef der Interessenvertretung von Frankreichs Filmproduzenten und -exporteuren.
Von Anbeginn seiner Produzententätigkeit stellte Danon mit seinen Firmen ‘Copernic’ bzw. ‘Lira Films’ hochkarätig besetzte Mainstream-Unterhaltung her und arbeitete in den 1960er und 1970er Jahren nahezu durchgehend mit den prominentesten Kassenstars seines Landes zusammen, darunter Jean Gabin (Monsieur; Herr auf Schloß Brassac; Balduin, das Nachtgespenst; Die Katze), Louis de Funès (diverse ‘Balduin’-Lustspiele), Robert Hossein (Grausame Hände; Herr auf Schloß Brassac; Ich tötete Rasputin; Schüsse aus der Manteltasche; Die Schamlosen), Alain Delon (Mit teuflischen Grüßen; Der Sträfling und die Witwe; Der Schocker; Die Löwin und ihr Jäger; Eiskalt wie das Schweigen; Der Zigeuner; Mr. Klein; Der Antiquitätenjäger), Brigitte Bardot (Oh, diese Frauen), Romy Schneider (Die Dinge des Lebens; Die Geliebte des anderen; Das Mädchen und der Kommissar; Sommerliebelei; Le train; Trio infernal), Michel Piccoli (Die Dinge des Lebens; Das Mädchen und der Kommissar; Vincent, François, Paul und die anderen), Simone Signoret (Die Katze; Der Sträfling und die Witwe; Die Löwin und ihr Jäger; Madame Rosa), Jean-Paul Belmondo (Der Mann aus Marseille), Annie Girardot (Das späte Mädchen; Der Schocker), Yves Montand (Vincent, François, Paul und die anderen; Die schönen Wilden), Philippe Noiret (Das späte Mädchen; Der Uhrmacher von St. Paul; Der Richter und der Mörder), Jean-Louis Trintignant (Mord paßt nicht in sein Konzept; Le train; Computer morden leise), Catherine Deneuve (Allein mit Giorgio; Die schönen Wilden), Michel Serrault (Tod eines Schiedsrichters), Gérard Depardieu (Vincent, François, Paul und die anderen) und Charles Aznavour (Schüsse aus der Manteltasche).
Gelegentlich holte sich Danon für seine Arbeiten auch Stars aus dem anglo-amerikanischen Sprachraum, darunter Samantha Eggar und Oliver Reed (für Die Dame im Auto mit Brille und Gewehr) sowie Charles Bronson und Anthony Perkins (für Der Mörder hinter der Tür). Zahlreiche seiner Arbeiten entstanden in Co-Produktion mit der Bundesrepublik Deutschland und mit Italien. Für sein einfühlsames Frauenporträt Madame Rosa mit Simone Signoret konnte er 1978 in Hollywood den Oscar in der Sparte ‘Beste fremdsprachige Produktion’ in Empfang nehmen. Nach diesem großen Erfolg unterbrach Danon überraschenderweise seine Produktionstätigkeit für fünf Jahre und zog sich, nach seiner Rückkehr 1982, im Laufe der 1980er Jahre sukzessive aus dem Filmgeschäft zurück. Raymond Danons Tochter Géraldine Danon arbeitet als Schauspielerin und Schriftstellerin.

## Filmografie (Auswahl)
- 1964: Monsieur
- 1964: Balduin, der Geldschrankknacker (Faites sauter la banque!)
- 1965: Diamantenbillard (Un milliard dans un billard)
- 1967: Balduin, der Ferienschreck (Les grandes vacances)
- 1967: Die Blonde von Peking (La blonde de Pékin)
- 1967: Mit teuflischen Grüßen (Diaboliquement vôtre)
- 1968: Catherine – Abenteuer und Leidenschaft im sinnesfrohen Paris
- 1970: Die Dame im Auto mit Brille und Gewehr (La dame dans l’auto avec des lunettes et un fusil)
- 1970: Die Dinge des Lebens (Les choses de la Vie)
- 1970: Die Geliebte des Anderen (Qui?)
- 1971: Balduin, der Sonntagsfahrer (Sur un arbre perché)
- 1971: Die Katze (Le chat)
- 1971: Das Mädchen und der Kommissar (Max et les ferrailleurs)
- 1971: Das späte Mädchen (La vieille fille)
- 1972: Allein mit Giorgio (Liza)
- 1973: Le Train – Nur ein Hauch von Glück (Le train)
- 1973: Die Löwin und ihr Jäger (Les granges brûlées)
- 1974: Eiskalt wie das Schweigen (Les seins de glace)
- 1975: Die schönen Wilden (Le sauvage)
- 1975: Zum Freiwild erklärt (Folle à tuer)
- 1975: Der Zigeuner (Le gitan)
- 1976: Monsieur Klein (Mr. Klein)
- 1976: Der Richter und der Mörder (Le juge et l’assassin)
- 1982: Die Spaziergängerin von Sans-Souci (La passante du Sans-Souci)
- 1982: S.A.S. Malko – Im Auftrag des Pentagon (S.A.S. à San Salvador)
- 1985: Gefahr für die Liebe – AIDS